# Harshavarman II
Harshavarman II, död 944, var en kambodjansk monark. Han var kung av Khmerriket mellan 941 och 944.